# Edgaras Lubys
Edgaras Lubys, znany także pod pseudonimem Amberlife (ur. w 1983 w Kłajpedzie) – litewski piosenkarz, wokalista i gitarzysta zespołów Amberlife i Feral.

## Życiorys
Karierę muzyczną rozpoczął w 2003, kiedy to podjął współpracę z agencją producencką Cactus Pro oraz braćmi Gintaru i Mindaugu Bendžiaisami. W kwietniu wydał debiutancki album studyjny, zatytułowany My Way, a także rozszerzoną wersję In Your Eyes, która ukazała się w limitowanym nakładzie. Z tytułowym singlem z płyty startował (pod pseudonimem Amberlife) w litewskich eliminacjach do 49. Konkursu Piosenki Eurowizji. 14 lutego 2004 zajął czwarte miejsce w finale selekcji. W tym samym roku wydał album studyjny, zatytułowany In My Life. W 2005 wydał album, zatytułowany po prostu Amberlife. W 2007 uczestniczył w koncercie 1 World promującym tolerancję między ludźmi, a także wydał swój kolejny album, zatytułowany The Music Won’t Stop.
We wrześniu 2008 przeprowadził się na Islandię, gdzie spędził kolejny rok. W tym czasie wystąpił w islandzkiej wersji programu Pop Idol. W 2009 wydał kolejny album studyjny, zatytułowany Deep Polar Night. W 2010 zagrał w koncercie Rock for Haiti, podczas którego zebrano fundusze przeznaczone na pomoc ofiarom trzęsienia ziemi na Haiti. W tym samym roku z piosenką „Material World” wystartował w litewskich eliminacjach do 55. Konkursu Piosenki Eurowizji. 4 marca zajął ostatnie, jedenaste miejsce w finale selekcji. Wydał także koncertowy album, zatytułowany Live at Home. W 2011 wydał kolejny album studujny, zatytułowany Missing.lt.
W 2013 założył zespół Feral, porzucił także swój pseudonim Amberlife i zaczął występować pod prawdziwym imieniem i nazwiskiem. Pod koniec 2014 został zakwalifikowany do udziału w litewskich eliminacjach do 60. Konkursu Piosenki Eurowizji. Od 3 stycznia do 7 lutego 2015 występował w koncertach eliminacyjnych, jednak nie dostał się do finału. W kwietniu wydał kolejny album studujny, zatytułowany Tu – dalis manęs. Pod koniec 2016 z piosenką „Could It Be?” został jednym z ćwierćfinalistów litewskich eliminacji do 62. Konkursu Piosenki Eurowizji. Od 7 stycznia do 18 lutego 2017 brał udział w selekcjach, które zakończył na etapie półfinałów.

## Dyskografia

### Albumy studyjne
- My Way/In Your Eyes (2003)
- In My Life (2004)
- Amberlife (2005)
- The Music Won’t Stop (2007)
- Missing.lt (2011)
- Tu – dalis manęs (2015)

### Albumy koncertowe
- Live at Home (2010)